# جيمس إم. كوك
جيمس إم. كوك هو مصرفي وسياسي أمريكي، ولد في 19 نوفمبر 1807 في بالستون في الولايات المتحدة، وتوفي في 12 أبريل 1868. نشط حزبياً في حزب اليمين. وقد انتخب أمين صندوق الدولة ‏ وانتخب عضو مجلس ولاية نيويورك ‏.